# Tore Kyndel
Tore Alvar Kyndel, född 3 mars 1908 i Norrköping, död 8 december 1985, var en svensk cellist.
Tore Kyndel valde cellon som sitt instrument influerad av sin morfar Lars Erik Eriksson, som var amatörcellist och instrumentbyggare samt frikyrkopredikant i Lillkyrka. Som andra instrument behärskade Kyndel saxofon. 
Kyndel studerade tidvis i Tyskland och regelbundet i Stockholm för Bror Persfelt samt var större delen av tiden stämledare bland cellisterna i Norrköpings symfoniorkester 1928–1973. Efter sin pensionering var han engagerad i cellostämman ytterligare några år. Kyndel verkade i stråkkvartetten Norrköpingskvartetten från dess grundande 1934 och fram till 1975. Som stadens ledande cellist fick han förfrågan om många extra uppdrag, som medverkan vid jordfästningar, bröllop och andra högtidliga sammanhang. Kyndel var även, om än i mindre omfattning, verksam som pedagog. Bland eleverna märks Staffan Mobergh. Han arbetade dessutom som platschef för Europafilm, ett arv efter fadern biografdirektör Otto Andersson. Han medverkade under 1960-talet i ett TV-program på temat dubbelarbete. Kyndel gästspelade med Norrköpingskvartetten i Grünewaldsalen i Stockholms konserthus och i Göteborgs konserthus samt turnerade flera gånger Sverige runt och framträdde på Dramaten, och turnerat i DDR. 
Kyndel mottog 1964 Norrköpings stads kulturstipendium (medalj med diplom), samt Musikaliska Akademiens främsta utmärkelse Medaljen för tonkonstens främjande 1975.
Tore Kyndel var gift med Birgit Kyndel (1907–1986) och fick fyra barn. Han var bror till Otto och Nils Kyndel samt svåger till Ann-Marie Kyndel.

## Diskografi
- Hans Eklund: Stråkkvartett nr 3. Inspelad 1970.  Norrköpingskvartetten. Swedish Society Discofil. LP/CD SCD 1038.[6]
- 1978 Östergyllen i dikt och ton, inspelad i Sveriges Radios studio i Norrköping 1978[7]
- Erik Gustaf Geijer: String Quartet No. 2 B flat Major. Andreas Randel: String Quartet F Minor. Norrköpingskvartetten. Inspelad 1977. Sterling CDA 1829-2.